# Episodi de Il dottor Kildare (quinta stagione)
La quinta stagione della serie televisiva Il dottor Kildare è stata trasmessa in anteprima negli Stati Uniti d'America dalla NBC tra il 13 settembre 1965 e il 5 aprile 1966.
| nº | Titolo originale                                    | Titolo italiano | Prima TV USA      | Prima TV Italia |
| -- | --------------------------------------------------- | --------------- | ----------------- | --------------- |
| 1  | Behold the Great Man                                |                 | 13 settembre 1965 |                 |
| 2  | A Life for a Life                                   |                 | 14 settembre 1965 |                 |
| 3  | Web of Hate                                         |                 | 20 settembre 1965 |                 |
| 4  | Horizontal Hero                                     |                 | 21 settembre 1965 |                 |
| 5  | The Bell in the Schoolhouse Tolls for Thee, Kildare |                 | 27 settembre 1965 |                 |
| 6  | Life in the Dance Hall                              |                 | 28 settembre 1965 |                 |
| 7  | Some Doors Are Slamming                             |                 | 5 ottobre 1965    |                 |
| 8  | Enough La Boheme for Everybody                      |                 | 11 ottobre 1965   |                 |
| 9  | Now the Mummy                                       |                 | 12 ottobre 1965   |                 |
| 10 | A Pyrotechnic Display                               |                 | 18 ottobre 1965   |                 |
| 11 | With Hellfire and Thunder                           |                 | 19 ottobre 1965   |                 |
| 12 | Daily Flights to Olympus                            |                 | 25 ottobre 1965   |                 |
| 13 | The Life Machine                                    |                 | 26 ottobre 1965   |                 |
| 14 | Toast the Golden Couple                             |                 | 1º novembre 1965  |                 |
| 15 | Wives and Losers                                    |                 | 2 novembre 1965   |                 |
| 16 | Welcome Home, Dear Anna                             |                 | 8 novembre 1965   |                 |
| 17 | A Little Child Shall Lead                           |                 | 9 novembre 1965   |                 |
| 18 | Hour of Decision                                    |                 | 15 novembre 1965  |                 |
| 19 | Aftermath                                           |                 | 16 novembre 1965  |                 |
| 20 | Fathers and Daughters                               |                 | 22 novembre 1965  |                 |
| 21 | A Gift of Love                                      |                 | 23 novembre 1965  |                 |
| 22 | The Tent Dwellers                                   |                 | 29 novembre 1965  |                 |
| 23 | Going Home                                          |                 | 30 novembre 1965  |                 |
| 24 | Something Old, Something New                        |                 | 6 dicembre 1965   |                 |
| 25 | To Visit One More Spring                            |                 | 7 dicembre 1965   |                 |
| 26 | From Nigeria with Love                              |                 | 13 dicembre 1965  |                 |
| 27 | In the Roman Candle's Bright Glare                  |                 | 14 dicembre 1965  |                 |
| 28 | When Shadows Fall                                   |                 | 20 dicembre 1965  |                 |
| 29 | With This Ring                                      |                 | 21 dicembre 1965  |                 |
| 30 | Perfect Is Too Hard to Be                           |                 | 27 dicembre 1965  |                 |
| 31 | Duet for One Hand                                   |                 | 28 dicembre 1965  |                 |
| 32 | The Atheist and the True Believer                   |                 | 3 gennaio 1966    |                 |
| 33 | A Quick Look at Glory                               |                 | 4 gennaio 1966    |                 |
| 34 | A Sort of Falling in Love                           |                 | 10 gennaio 1966   |                 |
| 35 | The Last to Believe in Miracles                     |                 | 11 gennaio 1966   |                 |
| 36 | The Next Thing to Murder                            |                 | 17 gennaio 1966   |                 |
| 37 | Never So Happy                                      |                 | 18 gennaio 1966   |                 |
| 38 | A Cry from the Street                               |                 | 24 gennaio 1966   |                 |
| 39 | Gratitude Won't Pay the Bills                       |                 | 25 gennaio 1966   |                 |
| 40 | Adrift in a Sea of Confusion                        |                 | 31 gennaio 1966   |                 |
| 41 | These Hands That Heal                               |                 | 1º febbraio 1966  |                 |
| 42 | A Few Hearts, a Few Flowers                         |                 | 7 febbraio 1966   |                 |
| 43 | Some Tales for Halloween                            |                 | 8 febbraio 1966   |                 |
| 44 | I Can Hear the Ice Melting                          |                 | 14 febbraio 1966  |                 |
| 45 | No Other Road                                       |                 | 15 febbraio 1966  |                 |
| 46 | The Encroachment                                    |                 | 21 febbraio 1966  |                 |
| 47 | A Patient Lost                                      |                 | 22 febbraio 1966  |                 |
| 48 | What Happened to All the Sunshine and Roses?        |                 | 28 febbraio 1966  |                 |
| 49 | The Taste of Crow                                   |                 | 7 marzo 1966      |                 |
| 50 | Out of a Concrete Tower                             |                 | 8 marzo 1966      |                 |
| 51 | The Art of Taking a Powder                          |                 | 14 marzo 1966     |                 |
| 52 | Read the Book and Then See the Picture              |                 | 15 marzo 1966     |                 |
| 53 | A Sometimes Distant Spring                          |                 | 21 marzo 1966     |                 |
| 54 | Travel a Crooked Road                               |                 | 22 marzo 1966     |                 |
| 55 | Mercy or Murder                                     |                 | 28 marzo 1966     |                 |
| 56 | Strange Sort of Accident                            |                 | 29 marzo 1966     |                 |
| 57 | New Doctor in Town                                  |                 | 4 aprile 1966     |                 |
| 58 | Reckoning                                           |                 | 5 aprile 1966     |                 |